# Eurillas
Eurillas — рід горобцеподібних птахів родини бюльбюлевих (Pycnonotidae). Представники цього роду мешкають в Африці на південь від Сахари. Раніше їх відносили до роду Зелений бюльбюль (Andropadus), однак за результатами молекулярно-генетичного дослідження вони були переведені до відновленого роду Eurillas.

## Види
Виділяють п'ять видів:
- Бюльбюль малий (Eurillas virens)
- Бюльбюль вусатий (Eurillas latirostris)
- Бюльбюль криводзьобий (Eurillas curvirostris)
- Бюльбюль карликовий (Eurillas gracilis)
- Бюльбюль-крихітка (Eurillas ansorgei)

## Етимологія
Наукова назва роду Eurillas  походить від сполучення слів дав.-гр. ευρυς — широкий і ιλλας — дрізд.